# Вязовец (Хмельницкая область)
Вязовец (укр. В'язовець) — село в Белогорском районе Хмельницкой области Украины.
Население по переписи 2023 года составляло 715 человек. Почтовый индекс — 30236. Телефонный код — 3841. Занимает площадь 0,273 км².

## Местный совет
30236, Хмельницкая обл., Белогорский р-н, с. Вязовец, ул. Центральная, 68